# Yaqob
Yaqob, död 1607, var kejsare av Etiopien mellan 1597 och 1603, 1604-1607.